# Dvorac Wartburg
 Ovo je glavno značenje pojma Dvorac Wartburg. Za druga značenja pogledajte Wartburg (razdvojba).
Wartburg je dvorac u Njemačkoj pokrajini Tirinškoj (Njemačka), iznad grada Eisenacha na 441 metra nadmorske visine. God. 1999. UNESCO je upisao dvorac Wartburg na popis mjesta svjetske baštine u Europi kao "izvanredan spomenik feudalizma u središnjoj Europi, velikog kulturnog i općeg značaja".

## Povijest
Dvorac je osnovao 1067. god. grof Schauenburga, Ludwig der Springer. legenda kaže da je grof vidjevši brijeg (Berg) na kojemu će izgraditi utvrdu (Burg) zapjevao "Warte, Berg -- du sollst mir eine Burg werden!" ("Pričekaj, briježe -- postat ćeš moj dvorac!").
Wartburg je ostao sjedištem tirinških landgrofova sve do 1440. god., a kulturni uzlet je doživio 1207. god. kao mjesto održavanja Sängerkriega, poetskog natjecanja u kojemu su sudjelovali slavni dvorski pjesnici (Minnesänger) kao što su: Walther von der Vogelweide, Wolfram von Eschenbach, Albrecht von Halberstadt (poznat kao jezični prevoditelj Ovidijevih djela), te brojnih drugih. Ovo poetsko natjecanje je kasnije opjevao Richard Wagner u svojoj operi Tannhäuser.
Kad je imala samo četiri godine, Sveta Elizabeta Ugarska je došla u dvorac Wartburg kako bi bila odgojena za ženu Ludovika IV. Tu je živjela od 1211. do 1228. god. gdje je proslavljena njena darežljivost siromašnima. Samo tri godine nakon što se preselila u Marburg, po smrti svoga muža, Elizabeta je preminula u 24. godini i ubrzo je kanonizirana kao katolička svetica.
Dvorac je poznat i po boravku Martina Luthera od svibnja 1521. do ožujka 1522. god. Nakon što ga je papa Lav X. ekskomunikacirao i protjerao (Reichsacht), njegov simpatizer, saski izborni knez Fridrik Mudri mu je pružio tajno utočište u dvorcu Wartburg. U Wartburgu Luther počinje prevoditi Novi zavjet s originalnog grčkog na njemački jezik, što je bio njegov doprinos stvaranju jedinstvenog njemačkog književnog jezika. U to doba Lutherov radikalizam počinje iščezavati te se sve više zalaže za miran razvitak i nenasilna sredstva, a reformacija proglašava kneževu feudalnu vlast službenim osloncem.
Dana 18. kolovoza 1817. god. oko 450 studenata, pripadnika novoosnovanog njemačkog bratstva (fraternities) Burschenschaft, se skupilo ispod dvorca kako bi proslavili pobjedu nad Napoleonom dvije godine prije, osudili konzervatizam i pozvali na ujedinjenje Njemačke. Ovaj događaj, kao i slična okupljanja revolucionarne 1848. god., se smatraju pretečom njemačkog ujedinjenja.

## Odlike
Dvorac je kroz povijest bio više puta nadograđivan i stare zgrade su zamijenjene novijima, ili su značajno bile izmijenjene. Vlada Istočne Njemačke je od 1952. do 1966. god. obnovila dvorac i vratila mu izgled iz 16. stoljeća, uključujući Lutherovu sobu. Romanička palača (tzv. Palas ili Landgrafenhaus) je najstariji, ali i najupečatljiviji dio dvorca. Sastoji se od kapele, dvorane dvorskih pjesnika (Sängersaal) i dvorane za bankete (Festsaal), u kojima se nalaze zidne freske slikara von Schwinda koje prikazuju nazjecanje pjesnika (u Sängersaal) i trijumfa kršćanstva (u Festsaalu).
U dvorac se ulazi samo preko visećeg mosta, a Kraljevska kuća iz 15. stoljeća ima fasadu od drvenih okvira. Južni toranj (1318.) je služio kao tamnica, a središnji toranj (1859.) je služio kao utvrda, a izgrađen je preko srednjovjekovnog tornja od kojega je sačuvan četiri metra visok križ na vrhu.
U Upraviteljskoj loži (Vogtei) se nalazi soba Martina Luthera, a u oružarnici (Rüstkammer) se nalazi prekrasna kolekcija od 800 komada oružja i oklopa. Kolekcija je nekad uključivala oklope od Henrika II., Fridrika III., pape Julija II. i Bernharda od Weimara, no Sovjetska vojska ih je otuđila 1946. god. i do danas su pronađeni i vraćeni samo neki dijelovi.

## Vanjske poveznice
- Službena stranica Wartburga